# Brive-la-Gaillarde
Brive-la-Gaillarde (okcitansko Briva la Galharda) je mesto in občina v osrednji francoski regiji Nova Akvitanija, podprefektura departmaja Corrèze. Leta 2007 je mesto imelo 51.456 prebivalcev.

## Geografija
Kraj leži v pokrajini Limousin ob reki Corrèze, 90 km južno od središča regije Limogesa.

## Uprava
Brive-la-Gaillarde je sedež petih kantonov:
- Kanton Brive-la-Gaillarde-Center (del občine Brive-la-Gaillarde),
- Kanton Brive-la-Gaillarde-Jugovzhod (del občine Brive-la-Gaillarde, občina Cosnac),
- Kanton Brive-la-Gaillarde-Jugozahod (del občine Brive-la-Gaillarde, občine Estivals, Jugeals-Nazareth, Nespouls, Noailles),
- Kanton Brive-la-Gaillarde-Severovzhod (del občine Brive-la-Gaillarde),
- Kanton Brive-la-Gaillarde-Severozahod (del občine Brive-la-Gaillarde).

Mesto je tudi sedež okrožja, v katerega so poleg njegovih vključeni še kantoni Ayen, Beaulieu-sur-Dordogne, Beynat, Donzenac, Juillac, Larche, Lubersac, Malemort-sur-Corrèze, Meyssac in Vigeois s 76.997 prebivalci.

## Zgodovina
Ozemlje je bilo poseljeno okoli 1. stoletja, sama naselbina pa sega v čas 5. stoletja, ko se je začela razvijati okoli cerkve Saint-Martin-l'Espagnol. V 12. stoletju je kraj dobil prvo obzidje, med stoletno vojno pa je bil še dodatno obzidan. Utrdbe so bile kasneje porušene, nadomestili so jih bulvarji.
Občina se je vse do leta 1919 imenovala zgolj Brive, ko je dobila pridevek la-Gaillarde (»srčen«, »korenit«).

## Zanimivosti
- kolegial sv. Martina iz 11. stoletja,
- samostan klaris, ustanovljen v 17. stoletju,
- cerkev sv. Sernina iz 19. stoletja,
- muzej umetnosti in zgodovine Musée Labenche,

## Osebnosti
- Pierre André Latreille, francoski entomolog (1762-1833);

## Pobratena mesta
- Castillo de Aro (Katalonija, Španija),
- Dunstable (Anglija, Združeno kraljestvo),
- Guimarães (Portugalska),
- Joliette (Quebec, Kanada),
- Lauf an der Pegnitz (Bavarska Nemčija),
- Melitopol (Ukrajina).
- Sikasso (Mali).